# 桃谷容子
桃谷 容子（ももたに ようこ、1947年11月15日 - 2002年9月19日）は、日本の詩人。

## 経歴
1947年11月15日大阪市に生まれる。帝塚山学院大学卒。同大学仏文学研究生を経て詩誌「アリゼ」同人。1973年から1975年までポーランドに在住。
1988年に出版した第一詩集『黄金の秋』（詩学社）で第3回福田正夫賞受賞。1994年に出版した第二詩集『カラマーゾフの樹』（編集工房ノア）で第2回神戸ナビール文学賞受賞。
2002年9月19日腹膜ガンのため死去。2003年に遺稿詩集『野火は神に向って燃える』が出版された。
没後、本人の現代詩の振興に寄与したいという遺志によりその遺産の一部を贈与し、「桃谷容子記念基金」が設立された。同基金により現代詩人賞や小野十三郎賞などの文学賞や日本現代詩人会の事業「先達詩人への顕彰」を後援している。また2017年には『桃谷容子全詩集』（編集工房ノア）が出版され再評価の機運が高まっている。